# Kempeitai

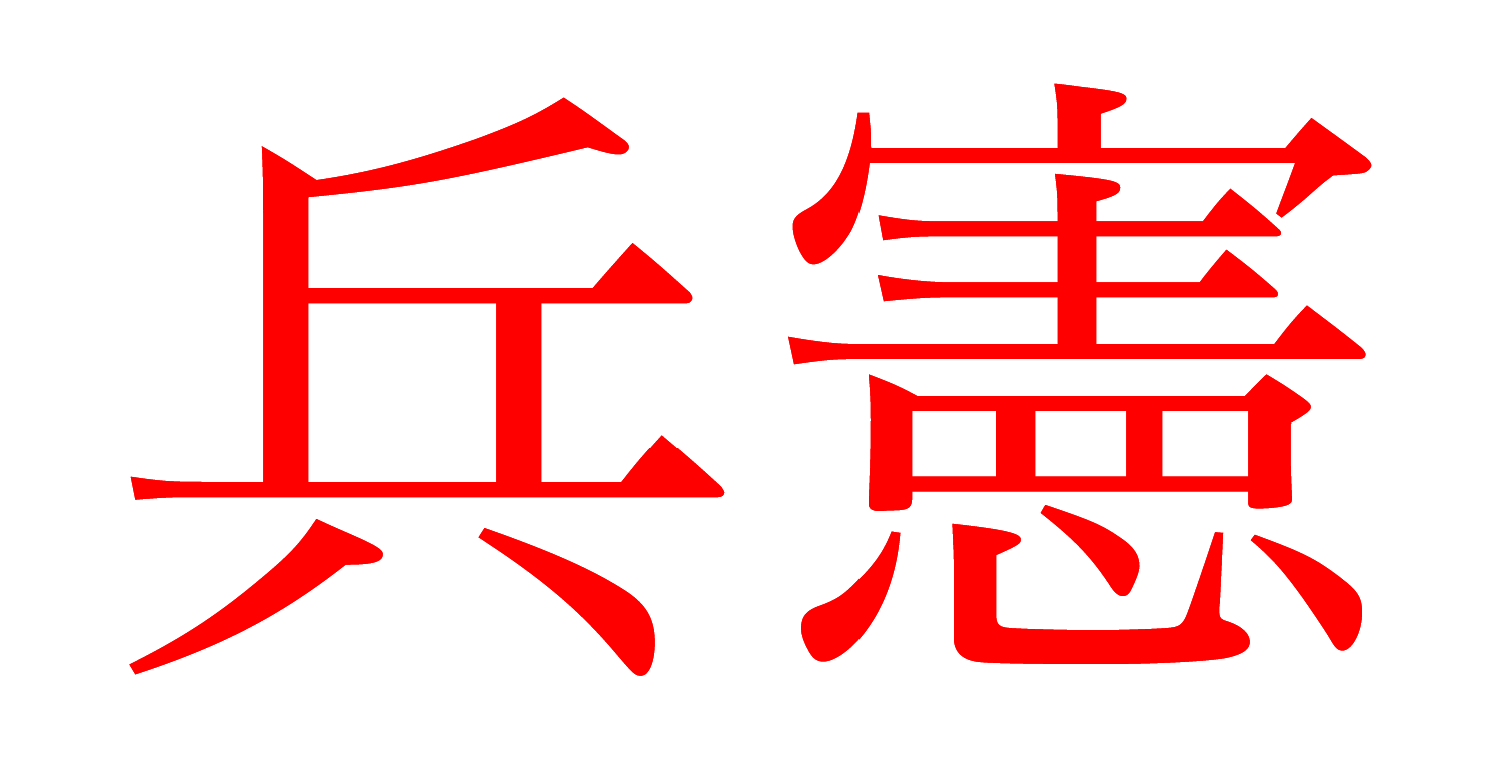
Logo der Kempeitai

Die Kempeitai (jap. 憲兵隊, wörtlich: „Gesetzessoldatentruppe“) war der militärpolizeiliche Arm der Kaiserlich Japanischen Armee von 1881 bis 1945. Zusätzlich nahm sie auch militärpolizeiliche Aufgaben bei der Kaiserlich Japanischen Marine unter Aufsicht des Marineministeriums wahr (trotzdem hatte die Kaiserlich Japanische Marine mit der Tokkeitai ihre eigene Militärpolizei) und der zivilen Polizei unter Aufsicht des Innenministeriums und des Justizministeriums. Mitglieder der Kempeitai nannte man Kempei.
Im Zweiten Weltkrieg wurde die Kempeitai in der alliierten Propaganda oftmals als „japanische Gestapo“ bezeichnet.

## Geschichte

### Ab der Gründung 1881
Die Kempeitai wurde 1881 durch die Kempei-Verordnung (憲兵条例, kempei jōrei) geschaffen. Ihr Vorbild war die französische Gendarmerie. Die Details der militärischen, exekutiven und polizeilichen Aufgaben wurden im Kempei Rei von 1898 geregelt, welcher bis zur Kapitulation Japans im August 1945 sechsundzwanzigmal geändert wurde.
Die Einheit bestand zunächst aus 349 Mann. Die Durchsetzung des neuen Wehrpflichtgesetzes war ein wichtiger Teil ihrer Pflichten, da es innerhalb der bäuerlichen Familien zu Widerstand gegen dieses kam. Die internen Aufgaben der Kempeitai waren die Richtlinien der Einheit, Personalmanagement und die öffentliche Ordnung ebenso wie die Kommunikation mit den Ministerien der Marine, des Inneren und der Justiz. Ihre öffentliche Zuständigkeit umfasste das Bereitstellen von Militärpolizeieinheiten für die Armee, generelle öffentliche Sicherheit und Geheimdienstaufgaben.
1907 wurde die Kempeitai nach Korea verlegt, wo ihre offizielle Hauptaufgabe als „Erhalten des Friedens [der japanischen Armee]“ definiert wurde. Trotzdem diente sie als Militärpolizei für die dort stationierten Einheiten der japanischen Armee. Dort blieben die Einheiten auch nach der Eingliederung Koreas 1910 in das Japanische Kaiserreich als Provinz Chōsen bis zur Bewegung des ersten März 1919 zuständig.

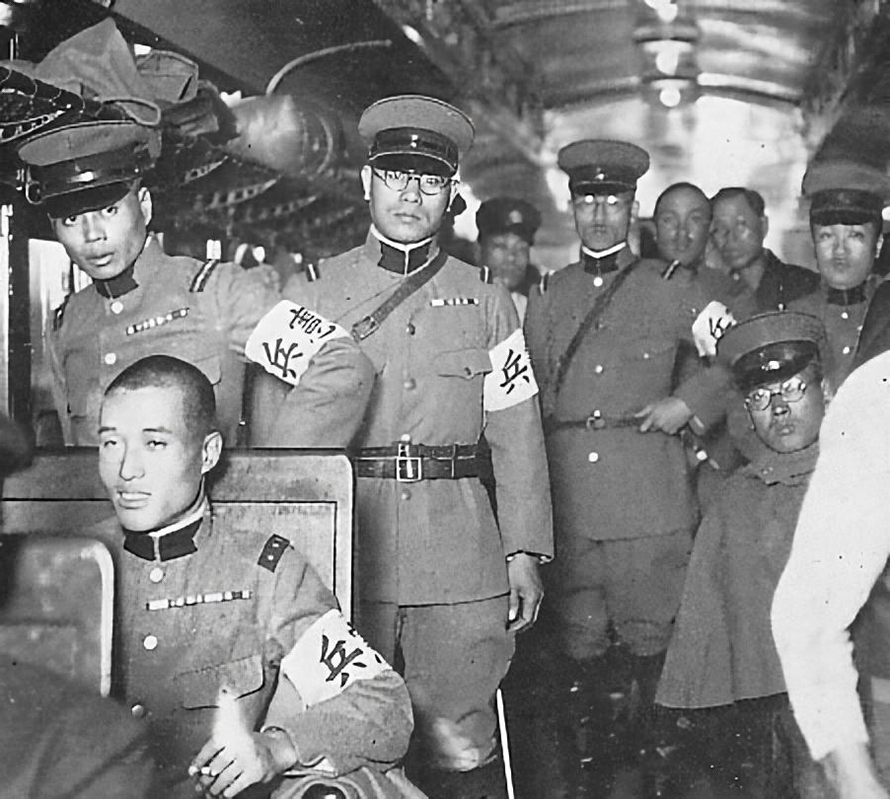
Kempei-Unteroffiziere und -Gefreite in einem Reisezug (1935)

Die Kempeitai erhielt die öffentliche Ordnung in Japan unter dem Kommando des Innenministeriums aufrecht; in besetzten Gebieten unterstand sie dem Befehl des Kriegsministeriums. Japan hatte als Teil des Innenministeriums auch eine zivile Geheimpolizei namens Tokkō, welches das japanische Akronym für Tokubetsu Kōtō Keisatsu („Spezielle Höhere Polizei“) ist. Wie diese bekam die Kempeitai die Befugnis, Menschen wie Kommunisten und Liberale, denen eine Unterwanderung der öffentlichen Ordnung nachgesagt wurde, ohne Haftbefehl festzunehmen. Besonders in den 1930ern und 1940ern schreckte die Kempeitai zunehmend weniger davor zurück, Geständnisse durch Folter zu erpressen.
Wenn die Kempeitai einen Zivilisten festnahm, dessen Straftat unter die Zuständigkeit des Justizministeriums fiel, wurde er normalerweise in ein Zivilgefängnis überstellt und bekam einen zivilen Prozess. Es war jedoch sehr schwer, in einem solchen Prozess seine Unschuld zu beweisen, da es in Japan vor 1948 fast keine Rechte für Angeklagte gab.

### Im Zweiten Weltkrieg
Die Kempeitai war ab 1937 und während des Zweiten Weltkriegs in den besetzten Gebieten unter anderem wegen ihrer Brutalität bekannt. Aber auch im japanischen Kernland, dabei vor allem in seiner Kolonie Chōsen, war sie ebenfalls gefürchtet, besonders als während des Pazifikkriegs Hideki Tōjō Premierminister wurde, welcher von 1935 bis 1937 Kommandeur der Kempeitai der Kwantung-Armee in der Mandschurei war und die Kempeitai dazu nutzte, jeden Japaner loyal zum Krieg stehen zu lassen. Unter Tōjō machte die Kempeitai Japan quasi zu einem Polizeistaat.
Bei Kriegsende hatte die Kempeitai über 36.000 offizielle Mitarbeiter, wobei die vielen inoffiziellen Mitarbeiter in den besetzten Gebieten nicht mitgerechnet sind. Als in den 1930ern und frühen 1940ern viele Gebiete durch Japan besetzt wurden, rekrutierte die Kempeitai viele Einheimische zur Unterstützung bei einfachen Aufgaben. Besonders Formosaner und Koreaner wurden in ganz Südostasien eingesetzt, um als Hilfspolizei die öffentliche Ordnung aufrechtzuerhalten.
Die Kempeitai wurde nach Japans Kapitulation im August 1945 entwaffnet und aufgelöst.
Die Militärpolizei der heutigen japanischen Selbstverteidigungsstreitkräfte heißt Keimutai (警務隊, „Trupp für Polizeiangelegenheiten“), einzelne Mitglieder werden als Keimukan (警務官) bezeichnet.

### Japanische Geheimdienste und die Achsenmächte
In den 1920ern und 1930ern knüpfte die Kempeitai diverse Kontakte mit bestimmten europäischen Vorkriegsgeheimdiensten. Als Japan später den Dreimächtepakt unterzeichnete, wurden offizielle Beziehungen mit diesen, nun faschistischen, Geheimdiensten aufgenommen. Dies waren die deutsche Abwehr und der königlich-italienische SIM. Über diese Verbindungen kontaktierten die japanische Armee und Marine die Geheimdiensteinheiten der Wehrmacht, SS und Kriegsmarine hinsichtlich Informationen aus Europa und umgekehrt. Europa und Japan erkannten schnell die Vorzüge dieser Zusammenarbeit (beispielsweise ließen die Japaner dem Dritten Reich vor dem Unternehmen Barbarossa Informationen über die Stärke der sowjetischen Truppen in Fernost zukommen und Admiral Canaris bot seine Hilfe in der Frage der Achtung der portugiesischen Neutralität in Osttimor an).
Eine enge Zusammenarbeit mit der Kempeitai pflegte auch der als „Schlächter von Warschau“ bekannte Polizeiattaché an der deutschen Botschaft in Tokio Josef Meisinger. Diese war laut dem ehemaligen deutschen Botschafter Heinrich Georg Stahmer im Fall von „Spionageverdacht“ zur Zusammenarbeit mit Meisinger verpflichtet. Meisinger nutzte dieses Abkommen für seine eigenen Zwecke und denunzierte NS-Gegner wie den Industriellen und „Judenretter“ Willy Rudolf Foerster in Tokio wahrheitswidrig als sowjetische Spione. Deutsche Gerichte stellten später fest, dass Meisinger gewusst habe, dass von ihm als „kommunistisch“ oder „spionageverdächtig“ Gemeldete verhaftet und „bestenfalls“ nach langer Untersuchungshaft freigelassen werden würden. Diese Erfahrung habe er „ausgenutzt“ um NS-Gegner „in seinem Sinne unschädlich zu machen.“
Ein bedeutender Kontaktpunkt war die U-Boot-Basis Penang in Malaysia. In dieser Basis waren U-Boote der italienischen Regia Marina, der deutschen Kriegsmarine und der japanischen Marine stationiert. Hier wurden in regelmäßigen Abständen neue Technologien und Informationen ausgetauscht. Bis zum Ende des Krieges benutzten die Achsenmächte auch Stützpunkte im italienisch besetzten Äthiopien, dem zu Vichy-Frankreich gehörenden Madagaskar und einigen „offiziell“ neutralen Orten wie der portugiesischen Kolonie Goa in Indien.
Die Zusammenarbeit der Geheimdienste wurde bis Anfang 1945 fortgesetzt, bevor sie wegen der aktuellen Kriegslage nur noch sehr eingeschränkt bis Kriegsende fortgeführt wurde.

## Organisation

### Struktur der japanischen Geheimdienste
Die Kempeitai war direkt dem Generalstab des Heeres (Sambō Hombu), untergeordnet. Dieser wiederum unterstand dem Kaiserlichen Hauptquartier (Daihon’ei), welches die Aktionen zwischen den zwei Teilstreitkräften regelte.
Die Kempeitai unterhielt ein Hauptquartier in jeder bedeutenden Regionalarmee, kommandiert von einem Shōshō (Generalmajor) mit einem Taisa (Oberst) als Stabsoffizier und zwei bis drei von je einem Chūsa (Oberstleutnant) kommandierten Außenstellen mit jeweils etwa 375 Mann Personal.
Die Außenstellen wiederum waren nochmals in 65-Mann-Sektionen namens buntai geteilt. Jedes buntai wurde von einem Taii (Hauptmann) geführt, welcher einen Chūi (Oberleutnant) als Stabsoffizier und weitere 65 Mann unter sich hatte. Weiter waren die buntai in verschiedene Abteilungen namens bunkentai getrennt, kommandiert von einem Shōi (Leutnant) mit einem Junshikan (Warrant Officer) als Stabsoffizier und weiteren 20 Mann. Jede Abteilung bestand aus drei Gruppen: einer Polizeigruppe oder Keimu-han, einer Verwaltungsgruppe oder Naikin-han und einer Gruppe für spezielle Aufgaben oder Tokumu-han.
In besetzten Gebieten stellte die Kempeitai Einheiten aus ausländischen Freiwilligen auf. Diese wurden von der Kempeitai unterstützt und in die Organisation eingebunden, ihr Rang war jedoch auf den eines Sōchō (Oberfeldwebel) begrenzt.
1937 bestand die Kempeitai aus 315 Offizieren und 6000 Mann. Diese waren Teil der öffentlich bekannten Truppe. Die Alliierten schätzten, dass die Kempeitai bei Kriegsende aus mindestens 75.000 Mitgliedern, vermutlich auch mehr, bestanden hat. Diese Schätzung schließt verdecktes und inoffizielles Personal mit ein.

### Aufgaben in Kriegszeiten
Die Kempeitai war für folgende Bereiche verantwortlich:
- Ausreisegenehmigungen
- Arbeitskräfte-Rekrutierung
- Gegenspionage und Gegenpropaganda (durchgeführt durch die Tokkō-Kempeitai als „Anti-Ideologische Arbeit“)
- Nachschub-Anforderung und Rationalisierung
- Operative Information und Propaganda
- Sicherung rückwärtiger Gebiete
- Betreiben von Kriegsgefangenen- und Zwangsarbeiterlagern. (Das Kempeitai stellte Wachen für verschiedene Menschenversuchseinheiten (Einheit 731) bereit, welche „schwierige“ Gefangene beherbergten.)
- Bereitstellen von Zwangsprostituierten („Trostfrauen“) für die Kriegsbordelle.

### Auslandsspionage
Die Kempeitai war zusammen mit anderen japanischen Geheimdiensten weltweit auch in nichtjapanischen Ländern vertreten. Sie stützte sich dabei hauptsächlich auf die lokalen japanischen Gemeinden, welche sich seit etwa 1895, durch eine starke Auswanderung bedingt, überall gebildet hatten. Diese Auslandsjapaner wurden als dōhō (同胞, dt. etwa „Landsmann“) bezeichnet. Sie hatten nach Ansicht der japanischen Regierung eine doppelte Staatsbürgerschaft und waren zuallererst dem Kaiser und dem Kaiserreich und dann erst ihrer lokalen Heimat verpflichtet. Es wurden aber auch Einheimische angeworben. So rekrutierte eine Zelle in Nordwestmexiko mehrere amerikanische Seemänner, um die Marinebasen entlang der kalifornischen Küste auszuspionieren. Einige von diesen wurden im Laufe der Zeit festgenommen und zu Gefängnisstrafen verurteilt.
In Europa waren das offiziell neutrale Spanien und später die Bündnispartner Deutschland und Italien Ausgangszentrum für Spionageaktivitäten auf dem ganzen Kontinent. Besonders Großbritannien wurde als potentieller Kriegsgegner früh ausspioniert.
Die Kempeitai arbeitete auch in verschieden starkem Maße mit Geheimgesellschaften wie zum Beispiel der Gen’yōsha oder der daraus entstandenen Kokuryūkai zusammen. Diese ultranationalistisch geprägten Gruppierungen waren vor allem in den besetzten Gebieten Kontinentalasiens aktiv und verhielten sich teils ähnlich wie das organisierte Verbrechen.

### Polit-Dezernat
Das Polit-Dezernat verweist auf die politische und ideologische Abteilung der Kempeitai in der Zeit vor Ausbruch des Pazifikkriegs. Es war dazu da, feindliche Ideologien und Oppositionen zu unterdrücken und die ideologische Moral innerhalb des Militärs aufrechtzuerhalten.
Es diente vor allem als Mittel der politischen Propaganda für die Kriegsbefürworter innerhalb der japanischen Armee. In seiner Anfangsphase richtete diese sich hauptsächlich gegen den Kommunismus, weitete sich mit der Zeit jedoch immer weiter auf andere Bereiche wie das Aufrechterhalten der Kriegsmoral im Kernland als auch in den besetzten Gebieten aus.
Haupteinsatzgebiet war hier Mandschukuo und Festland-Asien. Es kann am ehesten mit der politischen Abteilung des NKWD und des Politruk mit seinen Politkommissaren verglichen werden, hatte aber auch Bezüge zu den Propaganda-Abteilungen der SS. Seine Einsatzgebiete waren hauptsächlich das Verbreiten rassistischer Theorien, Gegenspionage, Sabotage und das Infiltrieren feindlicher Einheiten. Es arbeitete dabei stark mit lokalen Polizei-Einheiten und Geheimdiensten aber auch mit verschiedenen nationalistischen Parteien zusammen und rekrutierte auch Einheimische für Spezialeinsätze.

### Kempeitai-Abteilungen in annektierten und besetzten Gebieten
- Kempeitai-Ausbildungszentrum in Keijō (Seoul)
- Kempeitai-Chōsen-Abteilung in Chōsen (Japanisch-Koreanische Einheiten)
- Kempeitai-Einheimischen-Abteilung in Mandschukuo (Japanisch-Mandschurische Einheiten)
- Kempeitai-Einheimischen-Abteilung in Mengjiang (Japanisch-Mongolische Einheiten)
- Kempeitai-Einheimischen-Abteilung in der Reorganisierten Republik China (Japanisch-Chinesische Einheiten)
- Kempeitai-Formosa-Abteilung
- Kempeitai-Südpazifik-Abteilung
- Kempeitai-Südostasien-Abteilung
- Kempeitai-Ausbildungszentrum in Singapur
- Kempeitai-Ausbildungszentrum in Manila (Philippinen)

## Uniform
Das Personal trug entweder die Standard-M1938-Felduniform oder die Kavallerieuniform mit hohen schwarzen Lederstiefeln. Zivile Kleidung war ebenfalls erlaubt, allerdings mussten Rangabzeichen oder die imperiale Chrysantheme am Revers getragen werden. Uniformiertes Personal trug schwarze Winkelmanschetten an der Uniform und ein weißes Armband am linken Arm mit den Zeichen für Kempei (憲兵).
Eine volle Ausgehuniform, welche ein rotes Käppi, eine goldene und rote Feldbinde, einen dunkelblauen Uniformrock und Hosen mit schwarzen Lampassen beinhaltete, wurde von Offizieren zu zeremoniellen Anlässen bis 1942 getragen. Rangabzeichen waren goldene Schnürungen an den Armen und Epauletten.
Mitglieder waren entweder mit einem Kavalleriesäbel und einer Pistole für Offiziere oder einer Pistole mit Bajonett für reguläre Männer ausgestattet. Unteroffiziere trugen ein Shinai, besonders im Umgang mit Gefangenen.

## Öffentliche Wahrnehmung
Anders als beispielsweise die SS ist die Kempeitai nur selten als Thema in westlicher Literatur und Filmen zu finden.
- In Barfuß durch die Hölle – 1. Teil (Ningen no Jōken I, 1959) des Regisseurs Masaki Kobayashi stellt die Kempeitai 1943 600 „spezielle Arbeiter“ für eine Erzmine in der Mandschurei bereit. Zwei Kempeitai-Offiziere erklären, dass diese Arbeiter von den „normalen Arbeitern“ isoliert werden müssen und befehlen, „ihre Quartiere müssen mit Stacheldraht umzäunt sein“, welcher elektrifiziert ist.
- In der frankobelgischen Comicreihe Helden ohne Skrupel ist der Antagonist der ersten mehrteiligen Geschichte, des sogenannten Hongkong-Zyklus, ein ehemaliger Oberst der Kempeitai.
- In Clint Eastwoods Film, Letters from Iwo Jima (2006), ist einer der Hauptcharaktere ein ehemaliger Kempei, den die anderen Soldaten ausgrenzen, da sie fürchten, er sei als Spion zu ihnen gesandt worden, um ihre Loyalität und Moral zu überwachen. Schlussendlich stellt sich heraus, dass er zu ihnen versetzt wurde, um in der Schlacht um Iwojima zu kämpfen, nachdem er den Befehl eines Offiziers missachtete. Er hätte einen Familienhund erschießen sollen, dessen Bellen eine Verletzung der „militärischen Geheimhaltung und Ruhe“ gewesen war.
- Im Film Die Liebe seines Lebens (2013) wird die Arbeit der Kempeitai porträtiert. Takashi Nagase, gespielt von Tanrō Ishida bzw. von Hiroyuki Sanada, ist Mitglied der Kempeitai und entgeht nach dem Zweiten Weltkrieg der juristischen Aufarbeitung.
- In der US-Serie The Man in the High Castle (2015), in der die Achsenmächte den Zweiten Weltkrieg gewonnen haben, wird die Kempeitai in den von Japan besetzten westlichen Teilen der USA, den Japanese Pacific States, als Teil der unbarmherzigen Besatzungsmacht gezeigt.